# Емил Габровиц
Емил Габровиц (мађ. Gabrovitz Emil; Будимпешта, 3. јун 1875 — Будимпешта, 7. јун 1947), био је мађарски фудбалер и репрезентативац Мађарске. Он је најраније рођени репрезентативац у историји мађарског фудбала, тако да је био најстарији репрезентативац до смрти 1947. године. Његов брат, Корнел Габровиц, такође је био играч одбране ФТЦ-а. Његов син Габори (Габровиц) Емил је био вишеструки шампион Мађарске у тенису.

## Каријера
Међу спортовима типичним за крај 19. века интересовали су га фудбал, атлетика, веслање, пливање и бициклизам. Био је један од оснивача фудбалског тима ФТЦ. Појавио се у тиму 4 пута у првенству 1901. године. Играо је и у међународној утакмици за Ференцварош. Био је први играч Ференцвароша који је постигао аутогол. Након што се запослио у пошти, био је приморан да се придружи њиховом удружењу. Тако се 12. октобра 1902. као играч Пошташа СЕ појавио у првој званичној утакмици мађарске репрезентације као леви бек у Бечу, против Аустрије.

## Успеси
- NB I
  - 3.: 1901[7]
- Између 1913. и 1928. био је председник УЕ Ракошлигети. Између 1919. и 1929. године био је председник Мађарског пливачког савеза (МУС) Дунавског округа. Власник је јубиларне бронзане плакете МЛС.